# 北13条東駅
北13条東駅（きたじゅうさんじょうひがしえき）は、北海道札幌市東区北13条東2丁目にある、札幌市営地下鉄東豊線の駅である。駅番号はH06。
東豊線では唯一駅名に算用数字が入った駅であり、また、全国的に見ても珍しい「北」「東」と方角名が2つも入った駅名でもある。

## 歴史
- 1988年（昭和63年）12月2日：栄町駅 - 豊水すすきの駅間開業に伴い、設置[1][2]
  - 開業前の仮称は1981年時点では「光星駅」[4]、1983年時点では「北13条駅」だった。[5]
- 2017年（平成29年）1月24日：可動式ホーム柵が稼働開始。
- 2025年（令和7年）6月1日：副駅名「天使大学前」を設定し、駅名標の上に看板が設置された[6]。

## 駅構造
北十三条北郷通の下にある。2面2線の相対式ホームである。
出入口は2ヶ所あり、地上へのエレベーターは1番出入口にある。

### のりば
| ホーム | 路線   | 行先                     |
| ------ | ------ | ------------------------ |
| 1      | 東豊線 | さっぽろ・大通・福住方面 |
| 2      | 東豊線 | 東区役所前・栄町方面     |

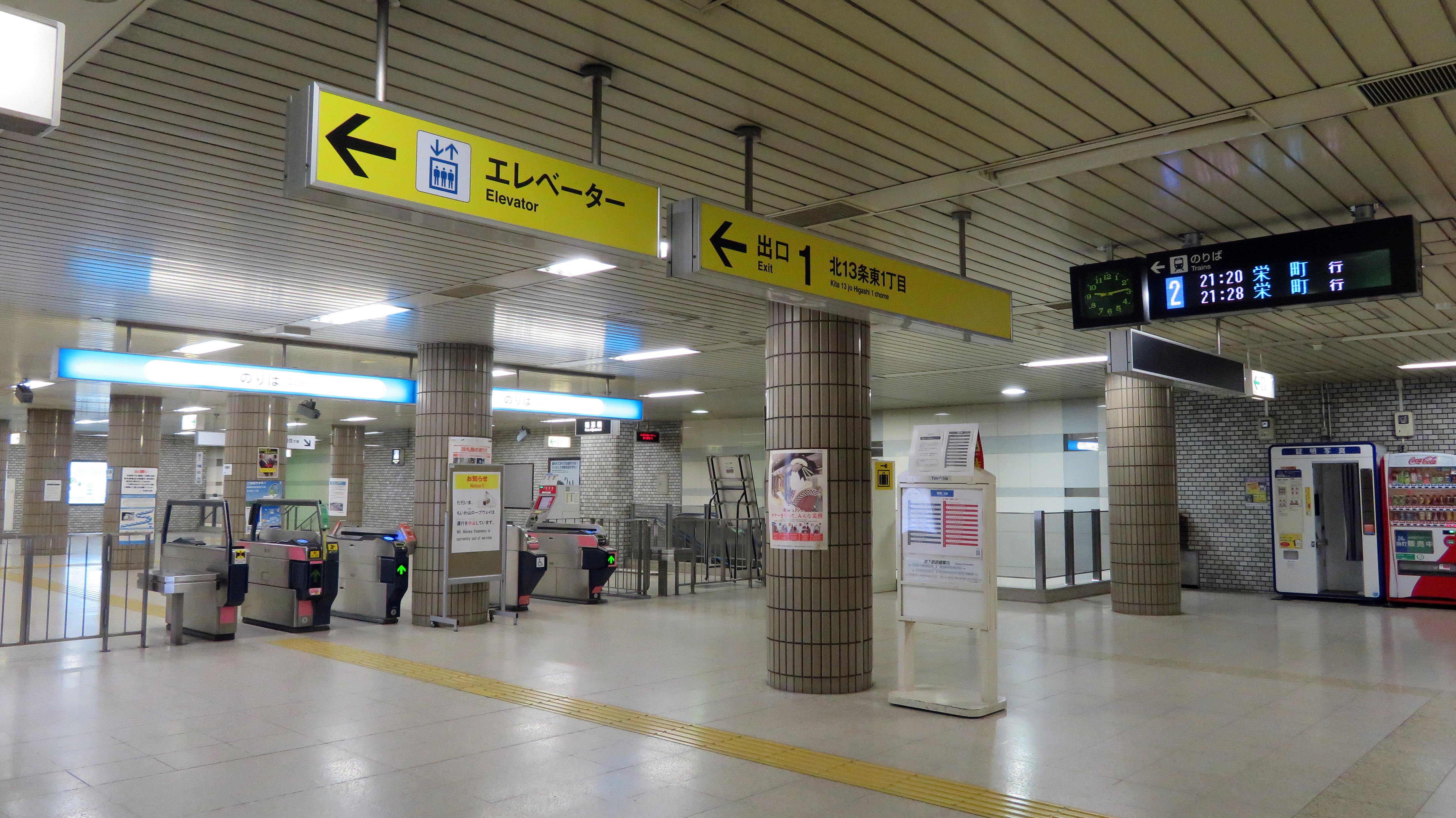
改札口
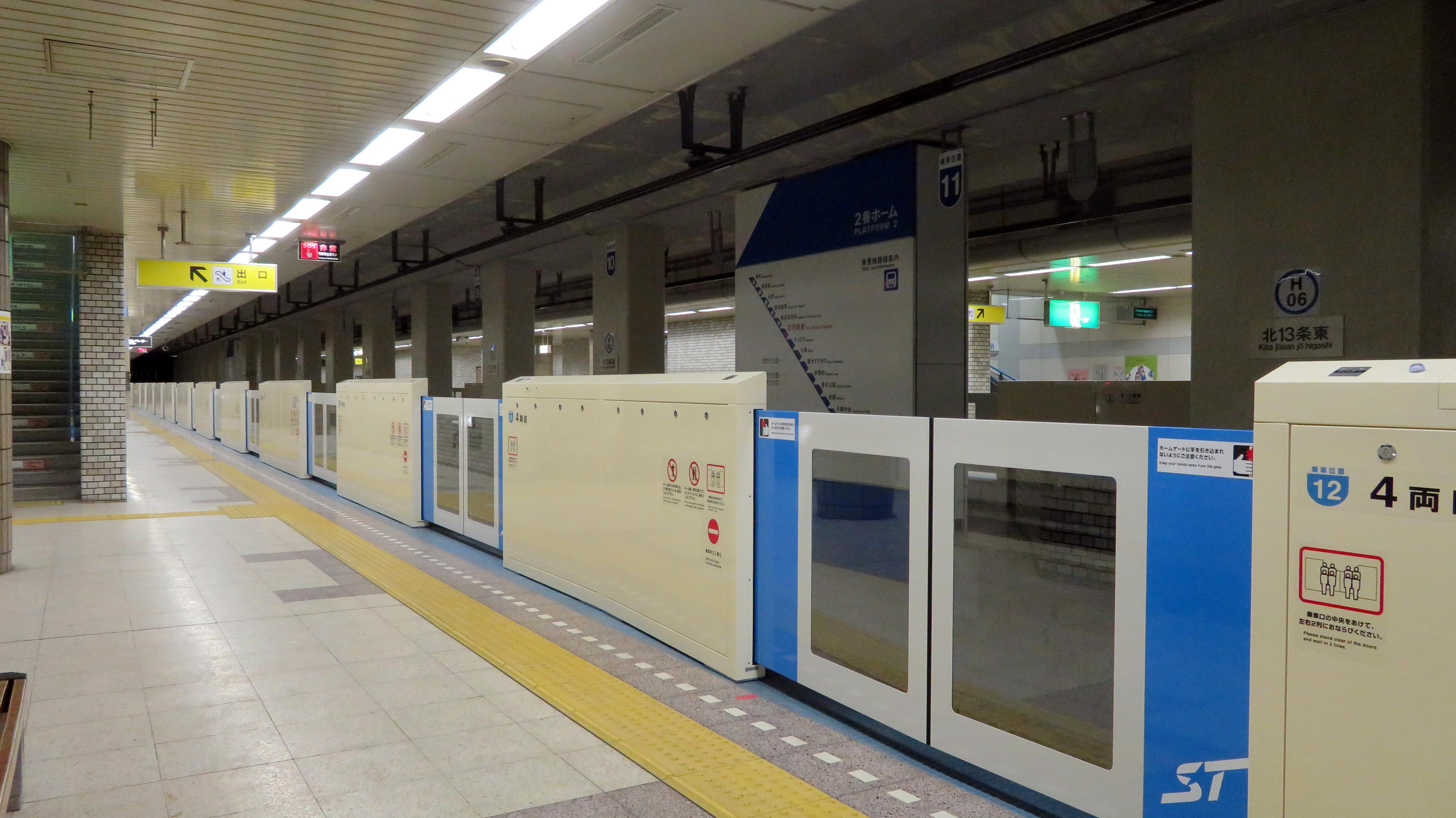
ホーム
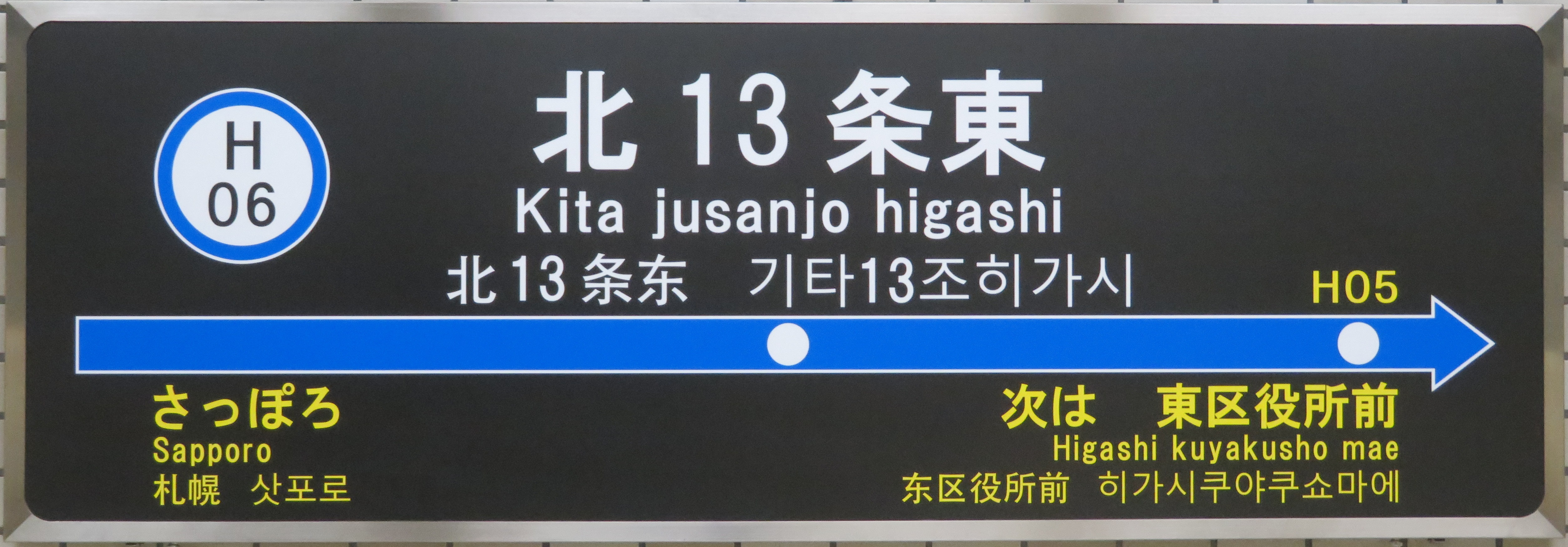
駅名標

## 利用状況
札幌市交通局によると、2022年度の1日平均乗車人員は3,694人であった。
東豊線の駅では最少。かつては市営地下鉄全体で最少であったが、2014年度に自衛隊前駅を上回った。
近年の1日平均乗車人員の推移は以下のとおりである。
| 年度               | 1日平均 乗車人員 | 出典   |
| ------------------ | ---------------- | ------ |
| 2003年（平成15年） | 2,748            | [ 8 ]  |
| 2004年（平成16年） | 2,836            | [ 8 ]  |
| 2005年（平成17年） | 3,011            | [ 8 ]  |
| 2006年（平成18年） | 3,136            | [ 8 ]  |
| 2007年（平成19年） | 3,097            | [ 8 ]  |
| 2008年（平成20年） | 3,109            | [ 8 ]  |
| 2009年（平成21年） | 3,061            | [ 8 ]  |
| 2010年（平成22年） | 3,145            | [ 8 ]  |
| 2011年（平成23年） | 3,215            | [ 9 ]  |
| 2012年（平成24年） | 3,381            | [ 9 ]  |
| 2013年（平成25年） | 3,523            | [ 9 ]  |
| 2014年（平成26年） | 3,637            | [ 9 ]  |
| 2015年（平成27年） | 3,658            | [ 9 ]  |
| 2016年（平成28年） | 3,820            | [ 10 ] |
| 2017年（平成29年） | 3,761            | [ 10 ] |
| 2018年（平成30年） | 3,736            | [ 11 ] |
| 2019年（令和元年） | 3,725            | [ 11 ] |
| 2020年（令和02年） | 2,862            | [ 12 ] |
| 2021年（令和03年） | 3,220            | [ 12 ] |
| 2022年（令和04年） | 3,694            | [ 12 ] |

## 駅周辺
- 札幌市営地下鉄南北線北12条駅
- 国道5号
- 北光まちづくりセンター[7]
- 東警察署北十三条交番[7]
- 札幌北十二条郵便局[7]
- 天使大学[7]
- 天使病院[7]
- 札幌市立北九条小学校[7]
- 札幌北斗高等学校[7]
- 藤学園[7]
  - 藤女子大学
  - 藤女子中学校・高等学校
- スーパーアークス 光星店
- コープさっぽろ北12条店
- スポーツデポ光星店
- ゴルフ5光星店
- 北海道中央バス（札幌東営業所）「北13条東1丁目」停留所[13]

## その他
- 駅スタンプは北13条東駅のイニシャルKの中に石狩街道が描かれている[14]。

## 隣の駅
札幌市営地下鉄
 東豊線
東区役所前駅 (H05) - 北13条東駅 (H06) - さっぽろ駅 (H07)